# Keisei Electric Railway

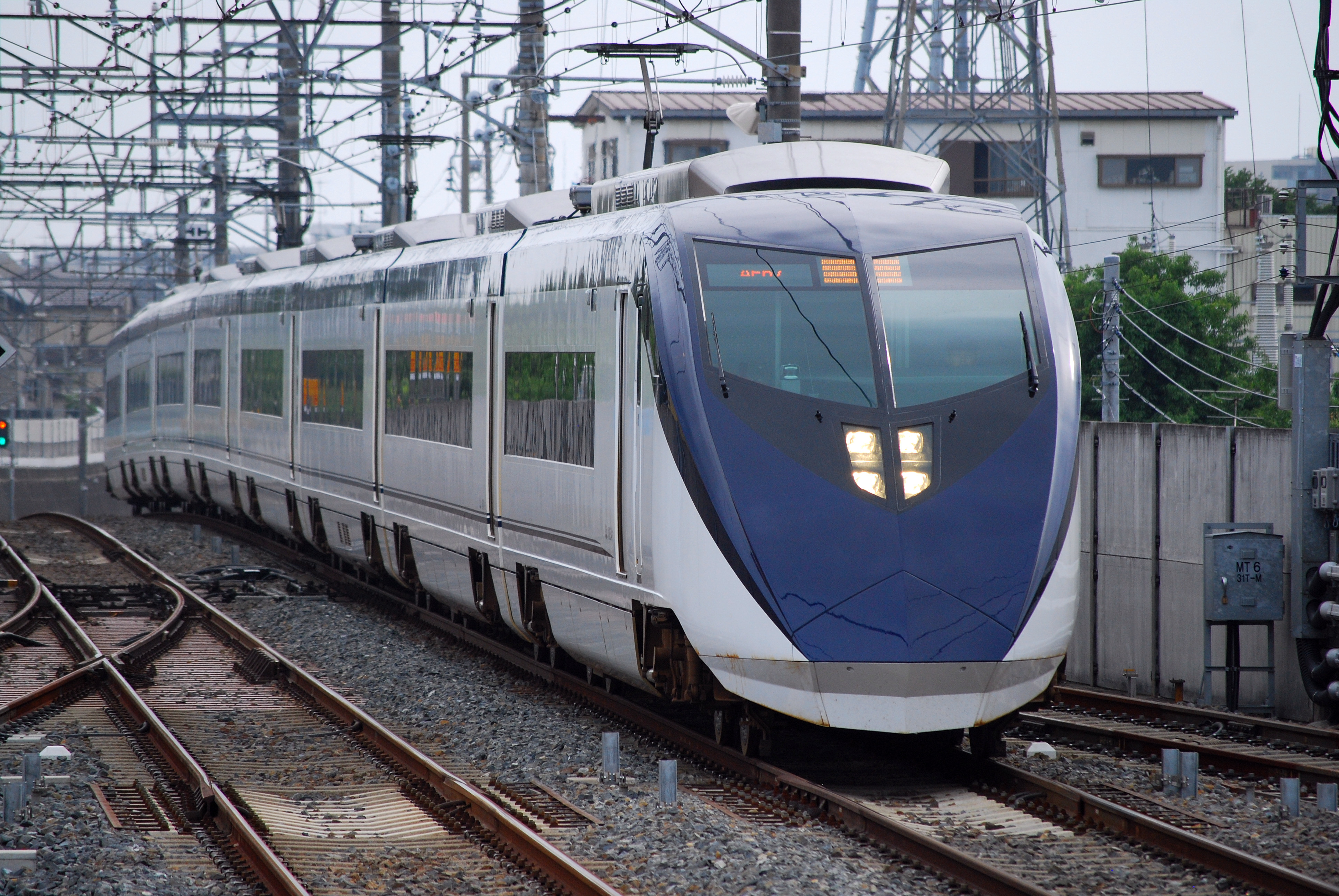
Состав серии AE Skyliner

Keisei Electric Railway Co., Ltd. (яп. 京成電鉄株式会社 кэйсэй дэнтэцу кабусики гайся) — крупный японский частный железнодорожный оператор и центральная компания группы Keisei Group (яп. 京成グループ кэйсэй гуру:пу), которая вовлечена в общественный транспорт, торговлю недвижимостью, розничную торговлю и другие отрасли. Линии компании соединяют центральную часть японской столицы Токио с городами Тиба, Фунабаси и Нарита в префектуре Тиба. Так же обеспечивает удобный доступ к аэропорту Нарита. Входит в состав одного из крупнейших кэйрэцу Японии — Мидорикай. Названия компании состоит из двух кандзи взятых из названий городов, которые соединяет основная линия компании — 京 из Токио (яп. 東京 то:кё:) и 成 из Нарита (яп. 成田 нарита). Компании так же принадлежит обширная сеть автобусных маршрутов, такси, а так существенная доля акций компании Oriental Land Company, владельца комплекса Tokyo Disney Resort.

## История
Компания была основана 30 июня 1909 года, а начала предоставлять услуги местного сообщения в восточной части Токио 3 ноября 1912 года. Пути линии Кэйсэй достигли Нариты в 1930 году и Уэно в 1933-м годах.
Первоначально использовалась железнодорожная колея шириной 1372 мм (шотландская колея), но 1959 году линия был осуществлён переход на стандартную колею шириной 1435 мм. С 1960 года было начато сквозное сообщение с линий Асакуса, впервые между двумя линиями разных железнодорожных компании Японии.

## Линии
Сеть компании общей протяжённостью 152,8 км состоит из одной основной линии и 6-ти ответвлений.
| Линия                                     | Японское название | Участок                                 | Протяжённость (км) | Тип1 |
| ----------------------------------------- | ----------------- | --------------------------------------- | ------------------ | ---- |
| Линия Кэйсэй                              | 本線              | Кэйсэй-Уэно — Узловой пункт Комаино     | 67.2               | 1    |
| Линия Кэйсэй                              | 本線              | Узловой пункт Комаино — Аэропорт Нарита | 2.1                | 2    |
| Линия Осиагэ                              | 押上線            | Осиагэ — Аото                           | 5.7                | 1    |
| Линия Тиба                                | 千葉線            | Кэйсэй-Цуданума — Тиба-Тюо              | 12.9               | 1    |
| Линия Тихара                              | 千原線            | Тиба-Тюо — Тихарадай                    | 10.9               | 1    |
| Линия Хигаси-Нарита                       | 東成田線          | Кэйсэй-Нарита — Хигаси-Нарита           | 7.1                | 1    |
| Линия Канамати                            | 金町線            | Кэйсэй-Такасаго — Кэйсэй-Канамати       | 2.5                | 1    |
| Линия Аэропорт Нарита (Narita Sky Access) | 成田空港線        | Кэйсэй-Такасаго — Аэропорт Нарита       | 51.4               | 2    |
| Объездные пути                            | Объездные пути    | Кэйсэй-Нарита — Узловой пункт Комаино   | (6.0)              | 1    |
| Объездные пути                            | Объездные пути    | Второй терминал — Аэропорт Нарита       | (1.0)              | 2    |
| Всего                                     | Всего             | Всего                                   | 152.8              |      |
| Планируемые линии                         |                   |                                         |                    |      |
| (Продление линии Тихара)                  |                   | Тихарадай — Амаараки                    | 8.2                | 1    |

Легенда
1. Поле «Тип» указывает на соответствие Акту о железнодорожном бизнесе Японии. Тип 1 — оператор владеет путями и управляет движением по линии. Тип 2 — оператор управляет движением по линии, но не владеет путями.

## Дочерние компании
- Shin-Keisei Electric Railway (Линия Син-Кэйсэй)
- Chiba Newtown Railway
- Hokuso Railway (Линия Хокусо)
- Kanto Railway
- Kashima Railway Company
- Kominato Railway (Линия Коминато)
- Maihama Resort Line
- Narita Airport Rapid Railway
- Nokogiriyama Ropeway
- The Oriental Land Company
- Tsukuba Kanko Railway

## Галерея

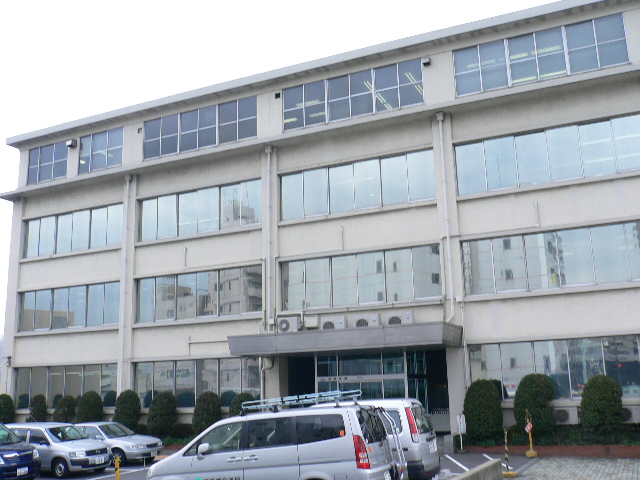
Штаб квартира компании
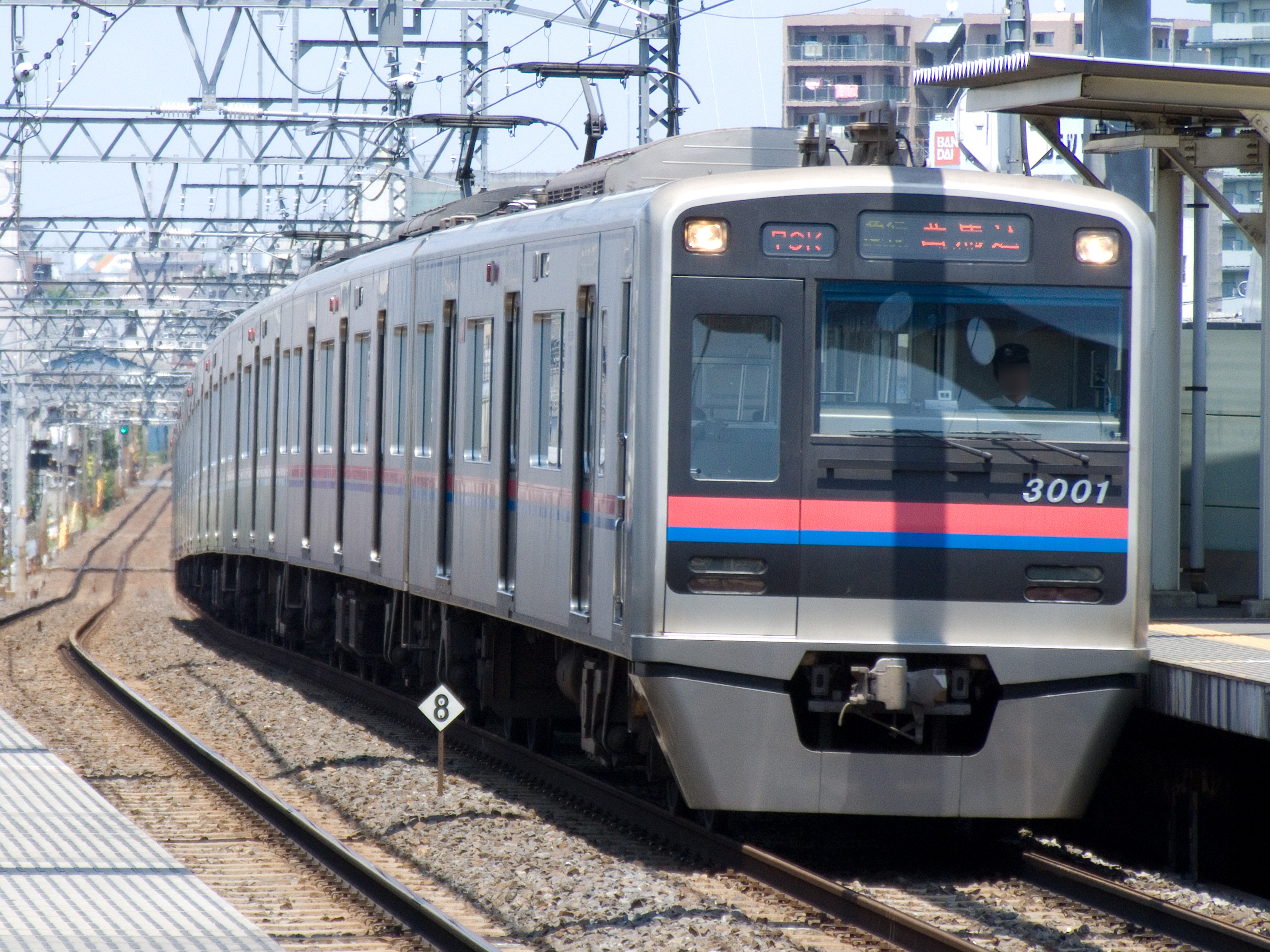
Состав серии Кэйсэй 3000
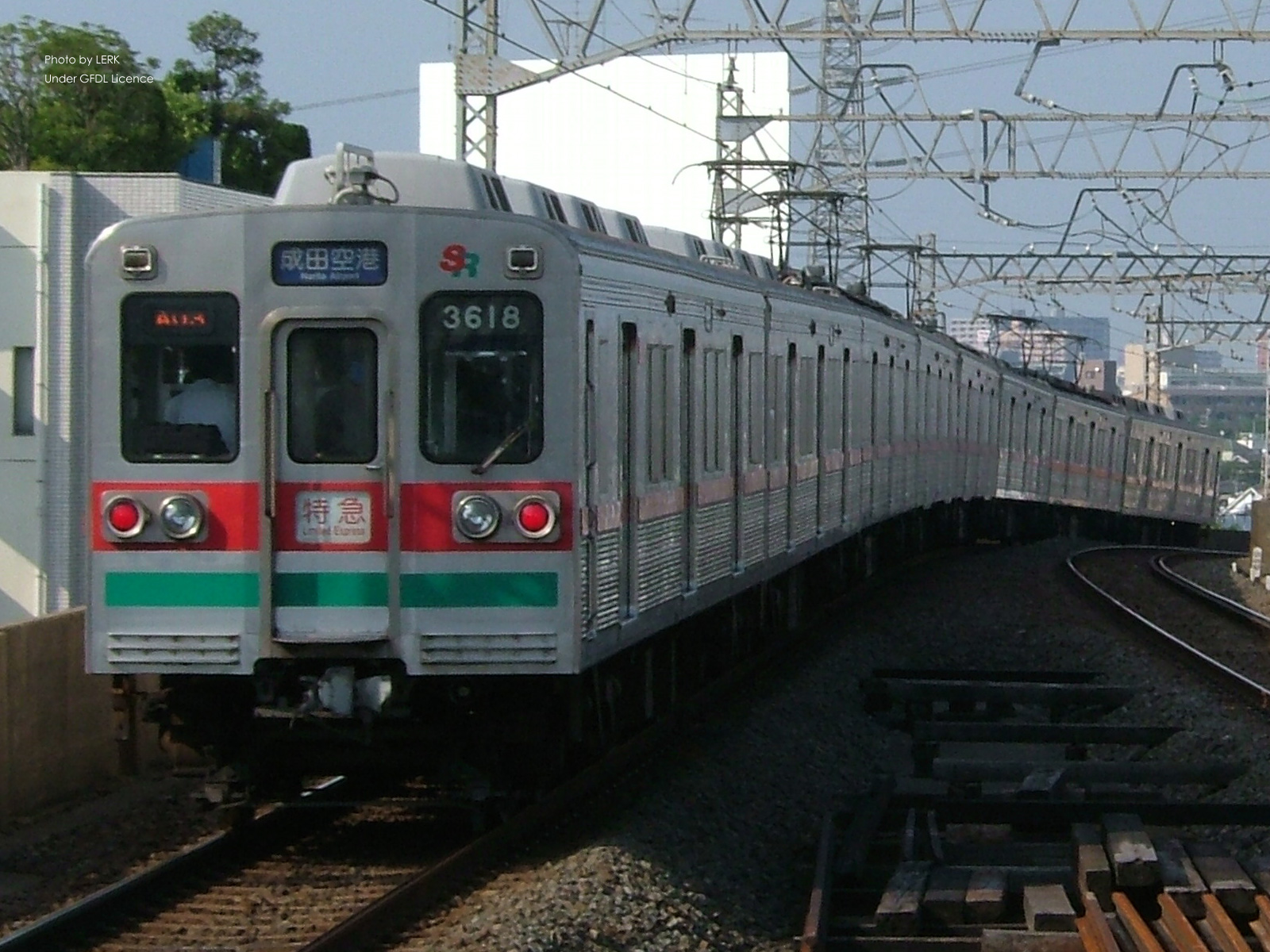
Состав серии Кэйсэй 3600